# マカオ・フェリー・ターミナル
香港・マカオ・フェリー・ターミナル（中: 港澳客輪碼頭、英: Hong Kong-Macau Ferry Terminal）は、香港の香港島北岸上環に所在する旅客港湾設備で、マカオの他、中華人民共和国の珠江デルタ各地への定期航路の拠点である。また、ヘリポート施設（ICAO 空港コード:VHST）を有し、マカオへの定期便及びチャーター便の拠点となっている。香港・マカオ・フェリー・ターミナルの位置する上環は、香港のビジネスセンター西部に隣接しており、香港MTR上環駅と接続、巨大商業施設信徳センターの一部を構成している。
呼び方は頭の香港が省略されマカオ・フェリー・ターミナル（英: Macau Ferry Terminal）とも呼ばれる。また中国語ではフェリーが省略され港澳碼頭（広東語:gong2 ou3 maa5 tau4）とも略される。

## 歴史
香港マカオ間の定期航路は植民地時代の初期から運行されていた。当地における、旧マカオ埠頭を使用した定期航路は20世紀半ばには出現しており、1960年代には大型蒸気客船（德星、大來、佛山及び澳門号）が4時間の定期航路を就航していて、埠頭近辺は上環ナイトマーケットとして有名であった。

## 港湾設備

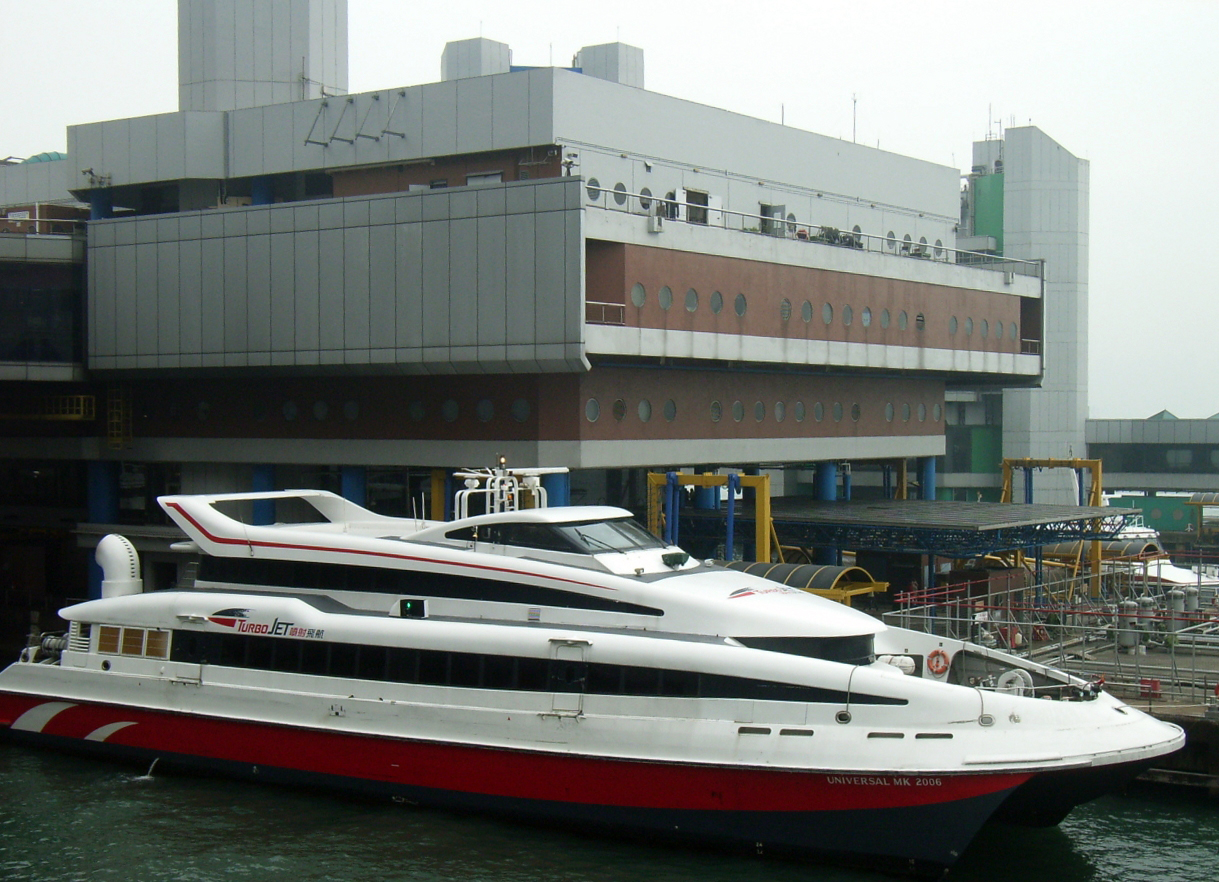
停泊中のターボジェット

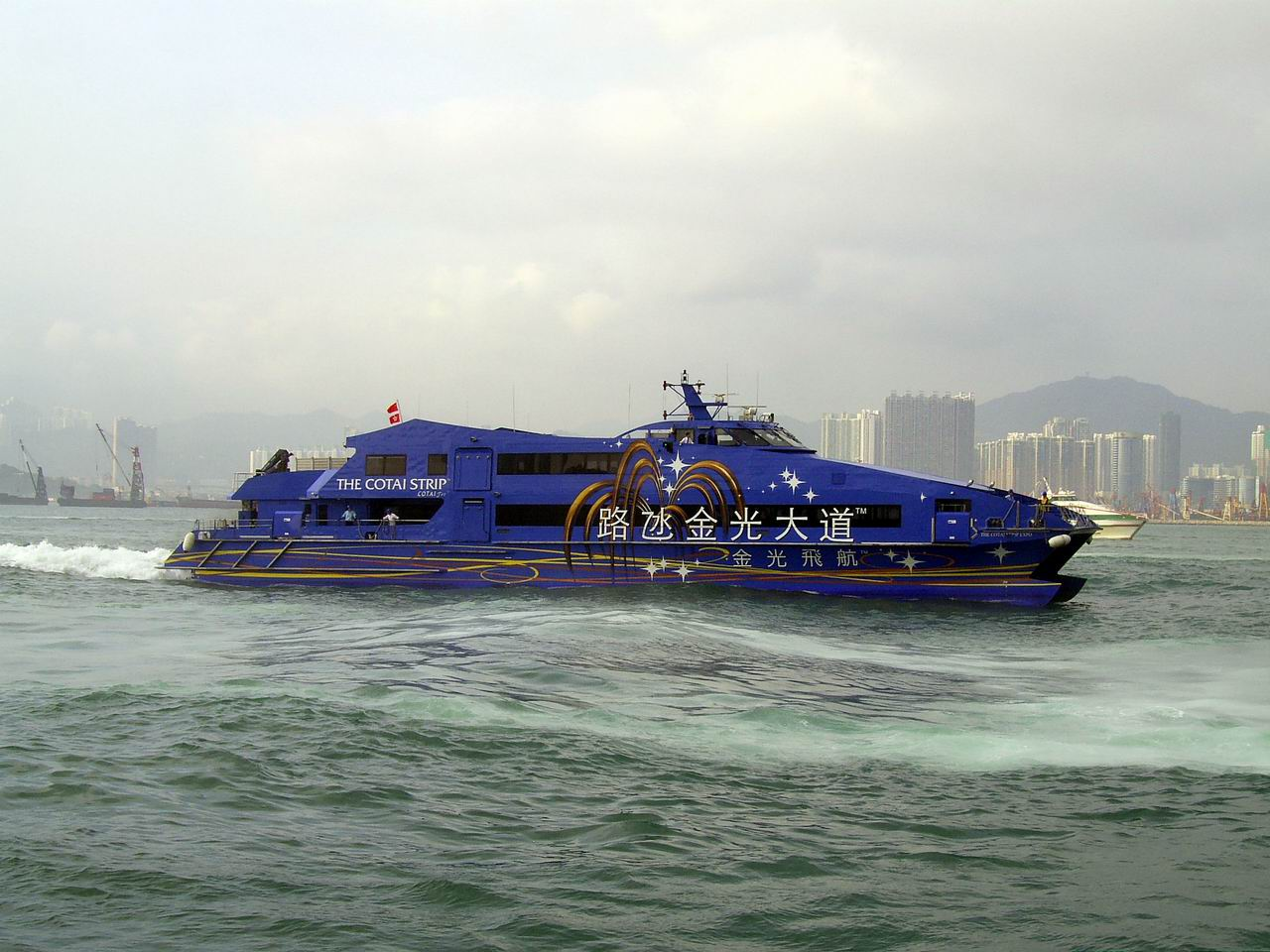
出航中のコタイジェット

港湾設備は、2つの島状埠頭と幾基かの船渠を備え、ペディストリアンデッキで信徳センター下層階にある発券・発着設備と連結しており、ヘリポートが陸側埠頭に、一方、香港の船舶交通を管理する香港船舶交通局が海側埠頭に位置している。出入国管理ゲートがあり、香港在住者及びマカオ在住者を除き、パスポート・コントロールがなされるが、税関はない。
香港・マカオ･フェリー･ターミナルは、尖沙咀のチャイナ・フェリーターミナル及び香港国際空港（空港利用者のみ）のスカイピア (香港)からのものを大きく抑え、香港とマカオの間の海上交通の最重要拠点である

### マカオ間
マカオ間フェリーは、TurboJETとコタイ・ウォーター・ジェットの2社により、双胴船型やボーイング929を含んだ種々の高速船が運航されている。
TurboJETは、マカオ中心部のアウター・ハーバー・フェリーターミナルとタイパ島にあるタイパ・フェリーターミナルまでの航路を提供している。コタイ・ウォーター・ジェットはタイパ・フェリーターミナルのみである。タイパ・フェリーターミナルは、ザ・ベネチアン・マカオやマカオ空港とのアクセスがよい。
日中帯はアウター・ハーバー・フェリーターミナルへは15分間隔（混雑時は5分間隔）、タイパ・フェリーターミナルへは30分間隔での運航である。TurboJETは、アウター・ハーバー・フェリーターミナルへ深夜も運航している。マカオまでの所要時間はおよそ55分間である。

### 中国本土間
中国本土へは深圳市、珠海市との間の航路も運航されている。中国本土への航路は、近くのチャイナ・フェリーターミナルの方が多い。

### 定期航路
TurboJET
- 香港・マカオ･フェリー･ターミナル ↔ マカオ アウター・ハーバー・フェリーターミナル（55分）
- 香港・マカオ･フェリー･ターミナル ↔ マカオ タイパ島 タイパ・フェリーターミナル（55分）
- 香港・マカオ･フェリー･ターミナル ↔ 深圳市 深圳宝安国際空港 福永碼頭（中国語版）（チャーター便のみ, 45分）

コタイ・ウォーター・ジェット
- 香港・マカオ･フェリー･ターミナル ↔ マカオ タイパ島 タイパ・フェリーターミナル

珠江客運
- 香港・マカオ･フェリー･ターミナル ↔ 深圳市 蛇口クルーズセンター（60分）
- 香港・マカオ･フェリー･ターミナル ↔ 珠海市 九洲港（中国語版）（70分）

## ヘリポート
シュンタック（信徳）ヘリポートは、陸側の埠頭の上部の海抜33mの地点にあり、2つの発着場と待合室を備えている。使用は、ローター径を含み16m以下で、最大搭載時5,350kg以下のヘリコプターに限られる。
1990年に建造された最初のヘリポートは、陸側埠頭の西端に単独の発着場があるのみであったが、2008年4月に始まる香港ヘリポート拡張計画で、従来の発着場の移動、及び、東端に新たな発着場とそれらを結ぶ待合室の建設がなされ、それらは2009年10月に完成した。
空中快線（スカイシャトル）が、マカオのアウター・ハーバー・フェリーターミナル に設置されるヘリポートまでの定期便を、午前9時から午後11時（23時）まで30分間隔で運航している。使用機材は、アグスタウェストランド AW139、所要時間は約16分である。

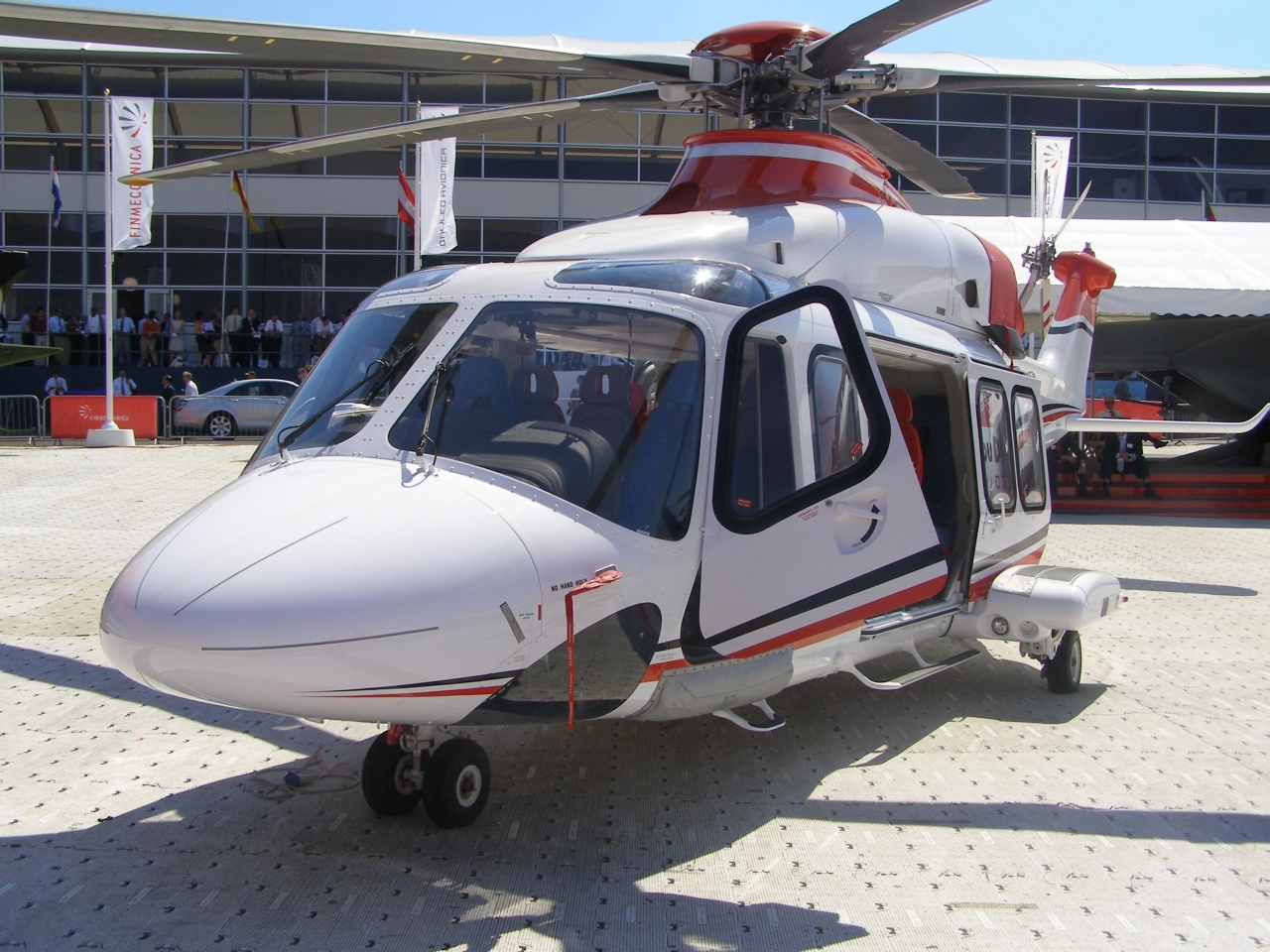
スカイシャトル運行同型機

スカイ・シャトルは、定期航路に隣接するマカオ国際空港、深圳宝安国際空港及び広州白雲国際空港へのチャーター便も運航している。

## 施設改善費
フェリー利用者は、年齢に関わらず施設改善費として19HKDを徴収され、12歳以上のヘリコプター利用者は、施設改善費に120HKD、航空サービス費として30MOPを徴収される。 
ただし、1999年4月1日からは、ヘリコプターでの日帰り客については、施設改善費の徴収が免除されている。

## 陸上交通
フェリーやヘリコプター以外でも、当地は香港における陸上交通の要所となっている。香港鉄路（港鉄 MTR）港島線の上環駅に隣接しており、信徳センターはミニバスやタクシー乗り場を包含したバスターミナルを備えている。通りを隔て香港トラムの停留所があり、機場快線香港駅とは屋根付き歩行者用連絡通路でつながっている。
以下の路線バスの停留所が所在する：
- 香港島内
  - 2、720 - 愛秩序灣、筲箕湾
  - 788、N8X - 小西湾
  - N90 - 海怡半島（サウス・ホライズン）、鴨脷洲
- 九龍・新界方面
  - 109 - 何文田
  - 111 - 坪石邨
  - 115 - 九龍チャイナフェリーターミナル
  - 115P - ラグナ・ベルデからの到着便（午前往路サービス）
  - 182 - 愉翠苑、沙田
  - 619、N619 - 順利
  - 641 - 啓業邨（混雑時）
  - 680X - 利安邨（混雑時）
  - N11 - 香港国際空港（東涌、香港海底トンネル経由）
  - N121 - 牛頭角
  - N182 - 広源邨、沙田
  - N368 - 元朗（香港海底トンネル経由）
  - N680 - 錦英苑、馬鞍山
  - N691 - 調景嶺
  - N89R - 沙田第一城

その他の路線：
- 1、5B、18 - ケネディ･タウン
- 3A、4、7、30X、37B、43X、71、90B、91、M47 - 南区
- 26 - ハリウッドロード、励徳邨
- 113 - 彩虹邨
- 905 - 茘枝角
- 914 - 西九龍
- 930 - 葵涌、浅湾
- 960、961、962、N962 - 屯門
- 967、969、N969 - 天水囲
- 968 - 元朗
- A11、E11 - 香港国際空港
- E11 - 東涌